# Nick Logan
(Nick Logan)
Nicholas "Nick" Logan, è un personaggio immaginario e il protagonista della serie televisiva animata Roswell Conspiracies, creata da Kaaren Lee Brown.

È doppiato in originale da Scott McNeil ed in italiano da Claudio Moneta.

## Caratteristiche

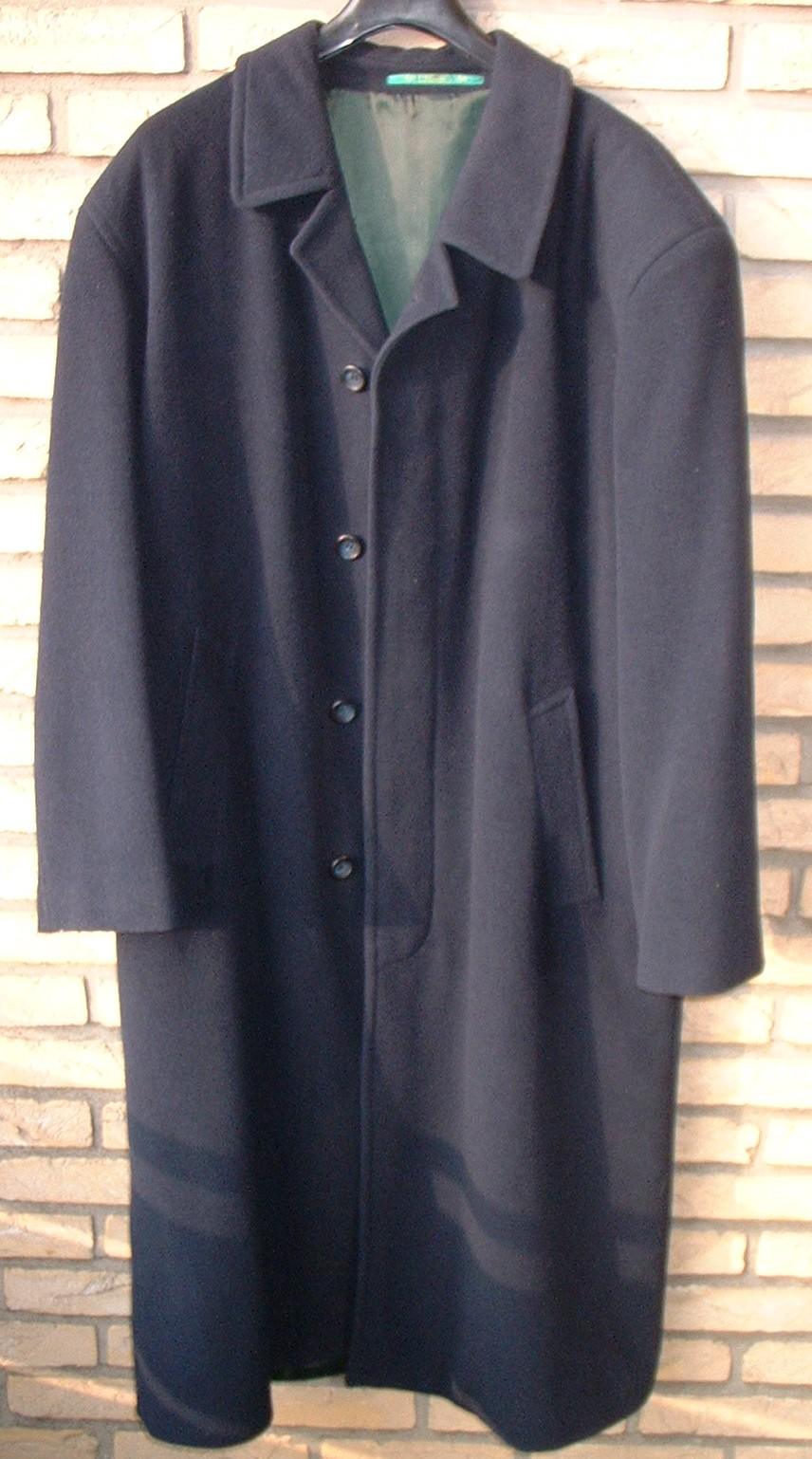
Un cappotto in taglio classico, simile a quello indossato dal personaggio come portafortuna.

Logan è un uomo alto e muscoloso con i capelli castani, corti ma arruffati e due occhi azzurri e taglienti. Ha la mascella squadrata ed i lineamenti marcati ed è solito vestire con magliette aderenti nere, pantaloni larghi grigi, scarpe nere ed un paio di bretelle, spesso criticate dagli altri personaggi ma da lui considerate molto utili (a riprova di ciò gli salveranno la vita in più di un'occasione) sua caratteristica distintiva il lungo soprabito marrone che indossa in ogni sua avventura come una sorta di portafortuna. Durante la serie lo si vede indossare anche un altro cappotto con rinforzi in ferro sulle spalle e dei guanti, una tuta nera d'infiltrazione, vari esoscheletri da combattimento e, raramente, la divisa dell'Alleanza.
È un uomo fiero, leale, impulsivo e spesso troppo sicuro dei suoi mezzi. Agisce spesso prima di pensare e questo lo mette spesso nei guai, tuttavia ha un grande senso dell'umorismo che usa per sollevare il morale a se stesso e agli altri quando la situazione degenera. Logan durante la serie stringe un forte legame d'amicizia con Fitz, Ti-Yet e Nema mentre manterrà un rapporto teso e discorde con Rinaker e Trueblood.
Il suo rapporto con la partner Sh'lainn Blaze va invece crescendo lungo la serie, se è vero che lui se ne innamora subito, la Banshee lo ricambierà invece solo dopo un po' di episodi, ma sarà lei a dargli il loro primo bacio e ad ammettere per prima di amarlo. Logan dal canto suo palesa i suoi sentimenti fin dal primo istante e tenta di baciarla in più occasioni, inoltre acconsentirà subito ad unire assieme le loro vite.

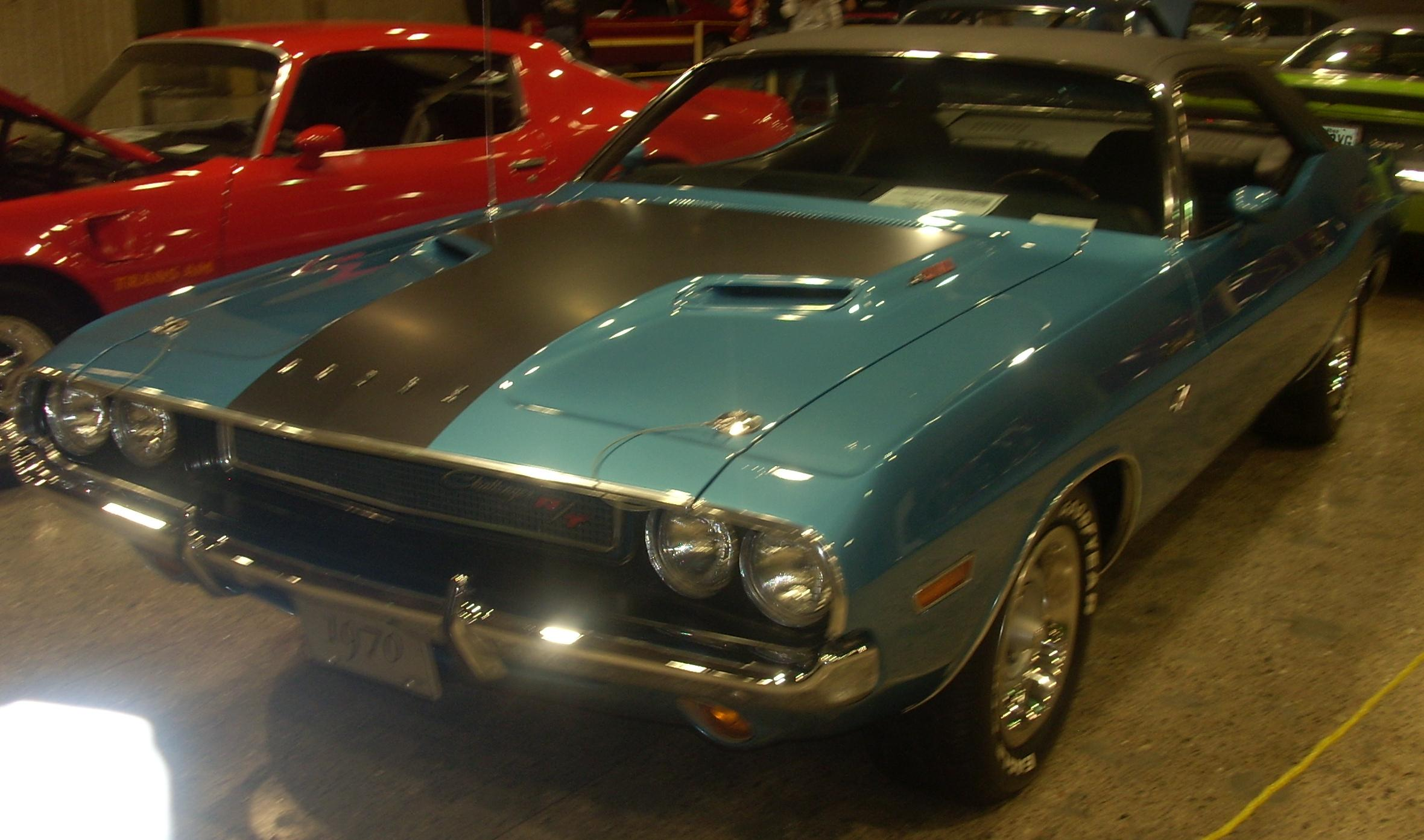
Una Dodge Challenger del '70, l'auto guidata da Logan nella prima parte della serie

Nick ha una sorta di venerazione per la sua macchina, una Dodge Challenger del '70 blu metallizzata con le bande nere sul cofano. Egli si occupa in prima persona della sua manutenzione e di lucidarla almeno due volte al giorno: quando i tecnici dell'Alleanza la predisporranno per il volo Logan sembrerà infatti quasi offendersi. Egli non accetta che nessuno, eccezion fatta per Sh'lainn, se ne metta alla guida e la chiama "la mia bambina" ("My Baby").
L'auto sarà fatta esplodere da Rinaker nell'episodio Il fuggitivo (parte 1) ed allora verrà sostituita prima con una Dodge Viper GTS e poi con una Dodge Stealth, entrambe del medesimo colore e modificate dal professor Alascano.

## Biografia del personaggio

### Antefatti
Nicholas Logan nacque a Roswell, Nuovo Messico nel 1974, figlio del colonnello Walter Logan e di sua moglie Lois. Suo padre era il diretto discendente di uno degli uomini che contribuirono a fondare l'Alleanza: il generale Arthur Logan. Tuttavia essendo di indole pacifica e disgustato dal modo in cui l'Alleanza stava diventando sempre più bellicosa nei confronti delle razze aliene della Terra quasi inasprendo i già instabili rapporti tra esse, Walter decise di tenere segreta la sua appartenenza all'organizzazione sia alla moglie che al figlio e si finse un soldato dell'aviazione statunitense. Questo fino al giorno in cui fosse riuscito a far convivere alieni e umani pacificamente.
Il progetto dell'uomo tuttavia era destinato a non vedere la luce, poiché Rinaker fece tutto ciò che era in suo potere per frenarlo e Walter, accortosene, decise di ribellarsi a lui e spodestarlo dal comando, prima però scelse di mettere al sicuro la sua famiglia; fu così che l'estate del 1978 Nick, che all'epoca aveva poco più di tre anni, si mise in viaggio col padre e la madre diretto fuori dai confini di Roswell, qui però furono rintracciati da Rinaker, che attirò l'attenzione di Walter con un fascio di luce sulla sommità di una collina, l'uomo fermò l'auto e disse alla famiglia di non muoversi mentre lui si dirigeva verso la fonte luminosa. In apprensione il piccolo Nick uscì dall'auto e vi si diresse a sua volta inseguito dalla madre, giunto sulla sommità della collina vide la sagoma in controluce di un uomo rapire il padre e sparire nel nulla in un lampo di luce, poco dopo venne raggiunto dalla madre e trovato in stato di shock. Il trauma per il bambino fu così forte che cancellò tutti i ricordi legati a quella giornata ad eccezione del rumore metallico di un mazzo di chiavi che da allora sarà ricorrente nei suoi incubi.
Dopo l'evento si trasferirà a Roseburg in California con la madre Lois e il patrigno Nathan Boyer, uomo al servizio di Rinaker incaricato di fingersi Walter Logan con la complicità di Lois per non sconvolgere Nick.
Ad ogni modo Lois Logan morì pochi anni dopo non riuscendo più a reggere il peso delle menzogne dette al figlio e da allora fu Nathan l'unico mentore di Nick; l'uomo sarà tuttavia un padre amorevole per il piccolo e lo crescerà insegnandogli come cavarsela in ogni situazione, le arti marziali, l'uso delle armi e le nozioni militari che lo resero un soldato perfetto ed un eccellente combattente. Tra l'altro preoccupato che gli alieni responsabili del rapimento del padre prendessero anche Nick insegnò in maniera non esplicita al figlio adottivo il modo specifico di combattere ogni razza aliena, forte del vantaggio genetico da lui posseduto di vedere oltre le illusioni degli alieni.
Divenuto adulto Logan inizierà a svolgere l'attività di cacciatore di taglie forte dell'aiuto dell'amico pirata informatico Kraker e del suo allenamento intensivo svolto sin dall'infanzia. L'uomo guadagnerà diversi successi nel corso della sua carriera tanto da essere parecchio famoso nell'ambiente mercenario anche a livello internazionale.

### Nella serie
Nel 1999 inseguendo una preda da diversi milioni di dollari proprio a Roswell scoprirà i suoi poteri di visione smascherando che in realtà si tratta di un Licantropo, insospettito deciderà di tenere d'occhio lo sceriffo che prese la sua preda in custodia: Jefferson Trueblood. Pochi giorni dopo gli viene comunicato da Kraker che qualcuno lo ha assoldato per catturare una nuova preda: Sh'lainn Blaze, prima di accettare l'uomo si reca a Roseburg e va a trovare Nathan nella casa di riposo, dall'uomo scopre l'esistenza dell'Alleanza e degli alieni, tuttavia, non del tutto libero di parlare Nathan lo indirizza nuovamente verso Roswell dove ha sede l'organizzazione e dove è convinto sia diretta anche Sh'lainn, che gli rivela essere una Banshee.
Giunto a Roswell riesce a rintracciare l'albina prima che lo facciano gli uomini dell'Alleanza, essa tuttavia lo colpisce per diversi motivi: innanzi tutto la bellezza, in secondo luogo la sua storia di persecuzione da parte della regina Mab ed infine il desiderio di pace tra alieni e umani instauratole da Walter Logan. Nick le rivela che Walter è a Roseburg in una casa di riposo e non l'ha mai vista, ma nel momento in cui l'uomo le mostra una sua foto essa non riconosce in lui la persona che conobbe 25 anni prima. Non del tutto convinto dalla storia della Banshee Logan accetterà di seguirla fino al luogo dove sorgeva la casa dei Logan e qui i ricordi rimossi cominceranno a riaffiorare: Nello specifico il viaggio dell'estate del '78 ma solo fino a quando Walter scese dalla macchina.
Desiderosi di risposte i due entrano nell'Alleanza, sotto la direzione di James Rinaker che sostiene star indagando da anni sulla sparizione di Walter Logan.
Nel frattempo scompare anche il finto Walter: Nathan, rapito da alieni non meglio precisati.
Lavorando come partner Logan e Sh'lainn risolveranno diverse minacce alla sicurezza del pianeta, la loro prima missione è il recupero della bomba EMP custodita sull'Himalaia dagli Yeti e sottratta alle grinfie dei Licantropi (missione in cui faranno la conoscenza di Ti-Yet), in seguito disattiveranno un drone da caccia alieno col DNA di Walter Logan e dunque programmato per dare la caccia a Nick in quanto suo figlio (anche se poi si scopre in realtà mirare a Rinaker) e risolveranno un assedio ad opera dei Licantropi. Seguono poi il disinnesco della bomba EMP caduta in mano a Ruck (a seguito del quale Ti-Yet diverrà un agente dell'Alleanza), la neutralizzazione di un satellite alieno che ha ripreso il finto incidente di Roswell orchestrato dall'Alleanza e l'indagine sulla sparizione degli abitanti di Manfield.
Col tempo ai due si uniscono anche Nema e Fitz. Il quartetto con l'andare avanti della serie si rivela una squadra imbattibile.
Quando Sh'lainn verrà inseguita da due Minotauri mandatigli contro da Mab al fine di giustiziarla, sarà proprio Logan ad abbattere entrambi e minacciare di morte la reggina delle Banshee in caso lo faccia di nuovo.
Dopo una missione pericolosa nella foresta pluviale volta a neutralizzare un Vampiro psicotico convinto di essere il Chupacabra, Sh'lainn Contrarrà una malattia dovuta al contatto troppo prolungato con la tecnologia ed allora Logan si recherà in Irlanda a recuperare una roccia Ur dalle Banshee per curare la partner.
A seguito di questa missione spezzerà il dominio di Ung-han e dei Vodun su una piccola isola delle Hawaii.
Il rapporto tra lui e la Banshee ha una svolta quando Logan, sfiduciato dagli scarsi risultati della ricerca del padre inizia a operare da solo sempre con maggiore frequenza e metodi sempre meno ortodossi. Rinaker gli ordina allora di prendersi una vacanza consiglio che l'ex-cacciatore di taglie decide di ignorare continuando le sue indagini e finendo per imbattersi nel Condotto. Viene così a sapere dell'esistenza di alieni pacifici un tempo in contatto con lo scomparso Walter Logan ed in balia della guerra tra le razze della Terra; malauguratamente nel frattempo Rinaker gli ha messo alle calcagna le truppe dell'Alleanza col compito di eliminarlo per tradimento e insubordinazione. Sh'lainn tuttavia si schiera dalla sua parte dimostrando di tenere più a lui che alla missione ed in un attimo di tensione i due si scambiano un bacio. Ad ogni modo vengono entrambi riammessi nell'Alleanza dopo aver sconfitto Sith, che li aveva manipolati per far detonare il bunker dove ha sede l'organizzazione.
Pochi giorni dopo le Banshee contattano Sh'lainn informandola del rapimento di Mab, e la sollecitano a prenderne il posto alla loro guida per poter muovere guerra verso i suoi rapitori: l'Alleanza, tutto ciò si rivela un piano architettato ad arte dai Vampiri Varla e Hanek per allontanare le Banshee dall'Albero della Luce, attaccarlo e distruggerlo mettendo così fine alla vita di tutte loro. Logan si intrometterà tuttavia nei piani degli alieni scoprendo che la Intralcom (multinazionale gestita da Hanek) è la responsabile della sparizione di Nathan. Sh'lainn torna successivamente tra le file dell'Alleanza in quanto l'ha promesso a Rinaker in cambio dell'aiuto fornito dall'Alleanza nella liberazione di Mab dalle grinfie dei Vampiri.
Tra le nuove missioni assegnategli in seguito figurano: l'infiltrazione alla riunione delle tre principali famiglie di Vampiri, Il salvataggio di Athos (verso cui svilupperà un rapporto quasi paterno) e la sua riconsegna al padre Ruck, l'insabbiamento dietro alla caduta di un UFO alla festa in onore del giornalista Karl McGavin e la missione in Giappone per scoprire il complotto degli Oni.
All'inizio del 2000 Sh'lainn sarà morsa dalla Vampira ribelle Varla, l'unione dei loro fluidi sanguigni le trasforma entrambe in ibridi Banshee-Vampiro, Logan tenterà invano di placare una Sh'lainn in preda ai nuovi istinti animali e ad un delirio di onnipotenza, ma viene attaccato da Varla, cosa che fa comprendere a Sh'lainn di essersi innamorata di lui, con conseguente ribellione alla nuova consorella; mossa che permette all'Alleanza di catturarle entrambe e riportarle alla normalità.
Di seguito parteciperà alla missione di recupero di Ti-Yet nell'Area 51 e si scontrerà faccia a faccia con Hanek che sconfiggerà ad Alcatraz anche se in maniera indiretta sabotando la macchina di teletrasporto che ne dilania le cellule. Ad ogni modo non riesce a ritrovare Nathan, teletrasportato via dal Vampiro prima di morire; e lo ritroverà solo qualche giorno dopo durante la missione di recupero di un Sunspot, alla fine della quale l'uomo sparirà nuovamente.
In seguito Logan prenderà parte alla deattivazione dei Ciclopi, all'eliminazione di un vampiro millenario al Cairo, alla disfatta dei Vodun, ad una nuova battaglia coi Licantropi ed al risveglio degli Aesiri.
Dopo che un errore di Fitz rivela a tutte le razze aliene del mondo la reale ubicazione del bunker dell'Alleanza, Rinaker dà luogo ad un processo per identificare quello che ritiene il loro sabotatore misterioso: Nick Logan. L'uomo cerca di difendersi spalleggiato anche dall'amata Sh'lainn, ma le accuse del generale detengono una punta di verità che le rende inattaccabili e sufficienti ad ordinare la sua cattura e detenzione nei sotterranei dell'Alleanza.
Rinchiuso nelle celle sotterranee dell'Alleanza Logan riceve la visita di Sh'lainn, la quale lo conforta per la durezza della sua prigionia e per la sua frustrazione dovuta alla comprensione d'essere stato incastrato e che qualcuno ha manipolato tutta la sua vita poiché finisse dove si trova ora. I due comprendono che la chiave di ogni mistero è il padre biologico di Logan ed a questo punto Sh'lainn corre in soccorso all'amato proponendogli un'unione vitale e psichica che gli permetterà di rimettere ordine nel groviglio confuso delle sue memorie, tuttavia il legame tra i due sarà permanente. L'amore di Logan per la Banshee è tale da autorizzare l'operazione e dunque tramite il loro legame vitale riacquista tutte le memorie perdute e riconosce finalmente in Rinaker la figura del rapitore di suo padre. Il generale non nega l'accusa ed afferma di averlo fatto poiché Walter voleva dare troppo potere aglia alieni. Rinaker ordina dunque il trasporto di Logan dalla cella sotterranea al Livello Omega e fa incarcerare anche Sh'lainn.
Giunto al Livello Omega Logan riesce a fuggire grazie a un'arma passatagli di straforo da Trueblood e riesce finalmente a ritrovare suo padre, postovi in ibernazione da 22 anni. I Logan, ricongiuntisi, giurano vendetta verso Rinaker e, riusciti a fuggire dalla prigionia vengono soccorsi dagli uomini di Crow per poi dirigersi verso la sede dell'Alleanza che nel frattempo è stata blindata dal generale ed è luogo di una fuga di massa degli agenti. Mentre Crow e Walter tengono a bada le razze aliene della terra coalizzatesi all'esterno in un attacco di massa, Logan all'interno permette la fuga di agenti e prigionieri per poi raggiungere Rinaker mentre questi sta per abbandonare l'edificio con un dirigibile dopo aver innescato il processo di detonazione del nucleo centrale. I due nemici si confrontano faccia a faccia sul piano fisico e poi verbale scambiandosi le seguenti frasi:
- Rinaker:«Oh, ex-agente Logan. Impressionante come sempre. Immagino vorrai delle risposte.»
- Logan:«No, so già abbastanza: Tu hai corrotto l'Alleanza, tu hai messo le razze aliene l'una contro l'altra, tu hai ucciso il vero Rinaker nel 1946 e hai preso il suo posto e questo significa solo una cosa: che sei uno Shadoen!»

Al che Wraith, alias Rinaker, si rivela nella sua vera forma aliena, essendo un avversario molto potente per essere affrontato a mani nude Logan si trova in pericolo di vita, ma viene soccorso da Trueblood, che lo esorta a scappare mentre lui trattiene l'alieno malvagio. Grazie al sacrificio del pellerossa Logan riesce ad uscire dal bunker in tempo per scampare all'esplosione ma Wraith, dopo aver ucciso il suo ex-braccio destro riesce a fuggire ed a raggiungere la sua flotta pronta ad attaccare la Terra.
Mentre sulla Terra alieni e umani accantonano le loro divergenze per combattere il vero nemico fondando la Nuova Alleanza, Logan rincontra Nathan, rimasto latitante fino ad allora, l'uomo si scusa con lui per avergli mentito e gli rivela la sua vera identità. Tuttavia Nick afferma che lo perdona poiché non avrebbe potuto desiderare padre migliore, biologico o non.

#### Epilogo
Durante la guerra agli Shadoen inizialmente Logan sembra essere tra coloro che partecipano alla missione di recupero della bomba EMP nascosta da Trueblood prima di morire, per poi essere catturato e portato a cospetto di Rinaker assieme a Sh'lainn e Choaf, ma dopo aver ascoltato i piani dell'alieno per distruggere la Luna e far precipitare i suoi detriti sulla Terra viene rivelato che l'uomo non è affatto Logan, bensì Athos; grazie a tale stratagemma i tre prigionieri fuggono in uno scomparto della nave Shadoen dove Sh'lainn tramite i suoi poteri teletrasporta il vero Logan ed il colonnello Logan assieme alla bomba EMP. Il tutto grazie al sacrificio di Nathan e Ruck, che infrangono la barriera protettiva attorno alla flotta Shadoen schiantandovisi contro. Dopo aver posizionato l'ordigno la Banshee riteletrasporta tutti sulla terra tranne Walter, che desidera chiudere i conti con Wraith, e Logan, che gli va dietro per non dover perdere il padre una seconda volta. Wraith si rivela abbastanza forte e potente da sconfiggere Walter e distruggere l'esoscheletro con cui combatteva, ma prima che lo uccida interviene Logan, lo scontro tra i due vede tuttavia ancora un vantaggio da parte dello Shadoen, prima che si liberi della sua nemesi tuttavia viene attaccato alle spalle da Sh'lainn, teletrasportatasi sul posto per combattere assieme al suo amato, quando anche i colpi della Banshee falliscono nel tentativo di abbattere il nemico però, la potenza dell'unione psichica tra le loro energie vitali si rivela sufficiente per portare a segno un colpo che rompe tutte e quattro le gambe di Wraith dando così al gruppo il tempo di fuggire dalla nave madre Shadoen su una capsula di salvataggio e veder saltare in aria il grande burattinaio delle cospirazioni di Roswell.
A seguito della vittoria resterà nella Nuova Alleanza col ruolo di secondo in comando del padre Walter, che ora ne è direttore. Ed al suo fianco avrà come sempre l'amata Sh'lainn, divenuta sua moglie al seguito del loro legame vitale. La serie si conclude con un bacio tra i due.

## Poteri e abilità

Calligrafia della parola giapponese karatedō: Il karate è l'arte marziale di cui il personaggio predilige far utilizzo.

Logan è uno dei pochi esseri umani capaci di vedere oltre le illusioni degli alieni, ovvero non importa che essi si mascherino dietro a trucchi da mutaforma o ologrammi la sua rara predisposizione genetica gli consente di vederli nella loro vera forma. Tale caratteristica, chiamata "Visione" (Vision) gli è stata data dal DNA paterno ed è posseduta da un uomo su un milione.
Grazie agli insegnamenti del padre adottivo Nathan Boyer inoltre, Logan ha sviluppato un'innata capacità tecnica di combattimento e sopravvivenza, tanto che non importa il terreno o la situazione in cui si trovi a dover combattere, egli riuscirà comunque a sfruttare i vantaggi del campo contro il suo avversario. La previdenza del patrigno lo ha fornito delle nozioni basilari di sopravvivenza in qualsiasi situazione disperata e perfino di escapologia. Fisicamente Logan è al vertice di capacità umane quali forza, agilità e resistenza.
In più di un'occasione Logan ha dimostrato di essere capace di imitare e falsificare le voci altrui e parlare senza muovere i muscoli facciali. Inoltre Logan è, assieme a Trueblood il personaggio maggiormente esperto di combattimento corpo a corpo presente nella serie, riesce ad affrontare da solo e disarmato anche un intero branco di Licantropi.
Logan è inoltre capace di guidare qualsiasi vettura ed utilizzare ogni tipo di arma da fuoco, da taglio e al plasma. È un leader naturale e carismatico, capace di suscitare fiducia nei compagni di battaglia e di guidare un'intera squadra di agenti dell'Alleanza. Nonostante in genere preferisca lavorare da solo.
Dal punto di vista mentale Logan, pur non essendo particolarmente dotato dal punto di vista tattico o strategico presenta dei nervi estremamente saldi e l'innata abilità di mantenere la calma anche quando la situazione degenera.
Nell'episodio La rivelazione lui e Sh'lainn instaurano un legame vitale che li rende effettivamente come un'unica entità in due corpi distinti. Questo legame, sentito da entrambi non solo permette un'unificazione mnemonica (grazie a cui recupera i ricordi soppressi) ma lo rende anche una sorta di amplificatore per i poteri di Sh'lainn ed inoltre fa in modo che i due siano legati fino alla morte, ovvero avranno esattamente la stessa durata vitale e non potranno morire se non per invecchiamento, il quale avrà per entrambi la velocità che ha per una Banshee.